# Irkut (Unternehmen)

OAK-Gebäude in Irkutsk

Irkut (russisch Корпорация ИРКУТ / Korporazija IRKUT (Eigenschreibweise)) war bis 2023 der Name einer Holding verschiedener Unternehmen in Russland, die sich mit Herstellung, Entwicklung und Vertrieb von Flugzeugen und Komponenten sowie Dienstleistungen im Bereich der Luftfahrt beschäftigt. Das Unternehmen war an der Börse in Moskau gelistet und hatte seinen Firmensitz in Irkutsk. Seit Ende 2006 war Irkut Teil des neu gegründeten russischen Luftfahrtkonsortiums OAK. Seit 2023 nennt sich der Hersteller der Verkehrsflugzeuge wieder Jakowlew. Produkte waren 2023 die SJ-100, die Jak-152 und zukünftige Produktion der MC-21.
Irkut entstand im Jahre 2000 aus der Verschmelzung der späteren Holdingsmitglieder und war seit dem 29. März 2004 an der Moskauer Börse notiert. Aufsichtsratsvorsitzender war Alexei Fjodorow. 
Zu Irkut gehörten das ehemalige IAPO-Werk in Irkutsk, die Berijew-Werke, das Jakowlew-Entwicklungsbüro (seit 2005), BETA AIR, Russian Avionika und ITELA. Insgesamt waren bei den Unternehmen der Holding 14.000 Menschen beschäftigt. Der Umsatz betrug 2004 600 Millionen US-Dollar. Im Jahr 2008 lagen die Umsätze bei 1,3 Milliarden US-Dollar und damit 24 % höher als 2007. Der Anteil am russischen Rüstungsexport liegt bei 15 %.
Bei Irkut wurden neben den Berijew Be-200 und der auf der Iljuschin Il-76 basierenden Berijew A-50 in Lizenz auch Suchoi-Su-30MK-Maschinen gefertigt. Das Passagierflugzeug MC-21 wird bei Jakowlew in Serie produziert.
Im Jahre 2014 lieferte Irkut 52 Kampfjets an die russische Luftwaffe. Im Jahr 2015 sollten planmäßig 60 Kampfjets gebaut und an die russische Luftwaffe übergeben werden. Es handelt sich dabei um Kampfjets der Flugzeughersteller Suchoi und Jakowlew.
Ziel der Holding war es, russische Flugzeuge verstärkt an zivile Kunden zu verkaufen. Dazu wurden verschiedene Kooperationen mit westlichen Herstellern angestrebt. Es gelang auf der ILA 2006, einen Kooperationsvertrag mit Airbus für die Umrüstung von Airbus A320 zu Frachtmaschinen abzuschließen.

## Produzierte Luftfahrzeuge
- Berijew Be-200
- Berijew A-50
- Suchoi Su-30MK „Flanker“
- Irkut MS-21